# Río Siem Reap
El río Siem Reap es un río del noroeste de Camboya, que fluye por la provincia de Banteay Mean Chey hasta desembocar en el lago Sap (Tonlé Sap).